# Старата столица (филм, 1963)
„Старата столица“ (на японски: 古都) е японски филм от 1963 година, драма на режисьора Нобору Накамура по сценарий на Тошихиде Гондо, базиран на едноименния роман на Ясунари Кавабата. Главните роли се изпълняват от Шима Ивашита, Сейджи Миягучи, Хироюки Нагато.
„Старата столица“ е номиниран за награда „Оскар“ за неанглоезичен филм.

## Сюжет
В центъра на сюжета е Чиеко (в ролята – Шима Ивашита), двадесетгодишна жена от заможно градско семейство в старата японска столица Киото през 60-те години на XX век. Тя е единствено дете, осиновено от семейството на Такичиро Сада (Сейджи Миягучи). Той е известен дизайнер на платове за оби, традиционно изкуство, което му носи уважение в обществото, макар че с напредването на възрастта му липсва вдъхновение и прекарва повече време с гейши или в усамотение в провинцията, където се занимава с калиграфия. Чиеко вярва, че е родена с лош късмет, тъй като е изоставена от биологичните си родители, въпреки че осиновителката ѝ, за да я успокои, твърди, че я е откраднала.
По време на разходка извън града Чиеко и нейна приятелка виждат млада селянка на име Наеко (ролята се играе също от Шима Ивашита, но с използването на грим двете са лесно различими), за която приятелката настоява, че много прилича на Чиеко. По-късно, по време на фестивала Гион Мацури, Чиеко и Наеко случайно се срещат по време на молитва в шинтоистки храм. След фестивала Чиеко намира Наеко в селото ѝ и Наеко и разказва, че действително е имала сестра близначка, изоставена от отдавна починалите ѝ родители (според традиционно японско суеверие близнаците носят лош късмет). Чиеко се опитва да опознае Наеко по-добре и я кани у дома си, където приемните ѝ родители предлагат на Наеко да остане да живее с тях, но тя отказва, чувствайки се напълно чужда в различната културна среда.
Чиеко е харесвана от Хидео (Хироюки Нагато), помощник на един от тъкачите, които изпълняват поръчки за Такичиро. Хидео проявява талант в дизайна на оби, който привлича вниманието на Такичиро. Той приготвя оби за Чиеко, но по време на същия фестивал Гион Мацури се припознава и го подарява на Наеко. По-късно той разбира грешката си, но осъзнавайки, че не би могъл да се ожени за Чиеко, заради по-високото ѝ социално положение, предлага на Наеко, която обаче му отказва, разбирайки, че той я вижда като заместител на Чиеко.
В същото време Чиеко не проявява интерес към Хидео. Тя решава да поеме западащата търговска дейност на баща си и да се ожени за друг млад мъж с търговски усет, който да наследи семейния бизнес.